# Francisco Navarro (compositor)
|  | Per a altres significats, vegeu «Francisco Navarro». |

Francisco Navarro, nascut el segle xvii, fou un compositor espanyol del Barroc. Assolí per oposició la plaça de mestre de capella de Sogorb el 1630, on va romandre fins al 1634, en la que aconseguí la capellania de contralt de la catedral de València, i després se li confià la direcció de la capella d'aquesta, donant-li la plaça en propietat el 1644. Navarro desenvolupà el seu magisteri fins al 1650. Entre altres obres es conserven de Navarro als arxius de Sogorb i València: Veni de Libano, motet a nou veus; Bentus vir; Laetatus sum; Lauda Jerusalem; i un magnificat a dotze veus. A més del gènere religiós cultivà el lirisme profà de saló, i és autor de tot un cançoner, la publicació del qual Barbieri, i tingué un gran interès.